# Transposition (Linguistik)
Als Transposition (lat.: transponere „versetzen“) bezeichnet man in der Sprachwissenschaft (und zwar in der linguistischen Morphologie) bestimmte Untertypen der Wortbildung. Die Bezeichnung begegnet in der Germanistik und in der internationalen linguistischen Literatur in unterschiedlicher Bedeutung.

## „Transposition“ in der Germanistik
In der deutschsprachigen sprachwissenschaftlichen Literatur kann mit Transposition ein Fall der Wortbildung gemeint sein, der funktional-inhaltlich bestimmt ist und im Gegensatz zu einem „Modifikation“ genannten Typ steht (statt von Modifikation ist dann auch von „Determination“ die Rede, im Sinne von Determinans (Wortbildung)). Transposition bezeichnet dann vor allem einen Wechsel der Bedeutungsklasse bei einer Wortableitung. Dies kann mit einem Wechsel der Wortart einhergehen, wie in den Beispielen: Fett – fettig; malen – Maler. Dasselbe kann jedoch auch ohne Wechsel der Wortart auftreten; ein Beispiel, bei dem eine Ableitung von Substantiv zu Substantiv einen Wechsel der Bedeutungsklasse bewirkt, ist: Eisenbahn – Eisenbahner.
Beispiele für den entgegengesetzten Begriff der modifizierenden Wortbildung sind Diminutive (Bett – Bettchen), Movierung (Maler – Malerin) oder morphologische Negation (sauber – unsauber). Diese werden also so aufgefasst, dass das Ergebnis der Neubildung in derselben Bedeutungsklasse verbleibt wie das Ausgangswort. Obwohl die Wortart hier nicht wechselt, handelt es sich dennoch um neue Wörter, die sich in grammatischen Merkmalen wie Genus vom Ausgangswort unterscheiden können.
Eine Komplikation ist, dass es gängig ist, stets von Transposition zu sprechen, sobald die Wortart wechselt – auch dann, wenn der semantische Unterschied nicht deutlich ist. Ein Beispiel hierfür ist die Einordnung des substantivierten Infinitivs: träumen – das Träumen. Die Dudengrammatik, die Transposition nach verschiedenen Bedeutungstypen aufgliedert, spricht hier von einem Bedeutungstyp „Geschehen als Kontinuum“, allerdings ohne diesen von der Bedeutung der verbalen Ausgangsform abzugrenzen.

## „Transposition“ in der allgemeinen Linguistik
In der vorwiegend englischsprachigen internationalen Fachliteratur hat Transposition eine Bedeutung, die inhaltlich weitgehend auf das Gegenteil der erstgenannten Variante abzielt, auch wenn sich die Anwendungsfälle dennoch überlappen.
Gemeint ist mit Transposition hier der Fall, dass ein Wort durch Wortableitung (Derivation) in eine andere Wortart überführt wird, ohne dass sich dabei die Wortbedeutung merklich verändert. Anders gesagt ist Transposition in diesem Sinn ein Prozess, durch den „Lexeme (für die wir eine feste Wortklasse annehmen) in einer neuen Wortklasse erscheinen, so dass dieselbe Bedeutung in eine neue Funktion im Satz übertragen werden kann“.
Die Abgrenzung zu normalen Derivationsprozessen mit Abänderung der Wortbedeutung ist hier naturgemäß vage. Lieber (2015) kritisiert in diesem Zusammenhang, dass einfach umso mehr Derivationsprozesse als Transposition identifiziert würden, je weniger genau die semantischen Theorien sind, die man verwendet.
Als Definition wird zum Beispiel vorgeschlagen, dass Transposition lediglich solche semantische Veränderungen enthält, die das neue Kategoriemerkmal selbst schon mit sich bringt, oder die daraus direkt vorhersagbar sind. Ein Beispiel liefert die Nominalisierung bzw. Substantivierung von Verben. Die Nominalisierung mit dem Affix -ung kann sich auf das Produkt beziehen, das aus der vom Verb bezeichneten Handlung entsteht (Beispiel (a) unten); in diesem Fall verändert die Nominalisierung die Bedeutung und fügt die Komponente „Produkt der Handlung“ hinzu. Dieselbe Form kann aber auch das Geschehen selbst bezeichnen, scheinbar genauso wie das zugrundeliegende Verb (Beispiel (b)) – nur in diesem zweiten Fall würde man dann in diesem Sinne von einer Transposition sprechen. (Hingegen wäre es das Beispiel (a), das ein typisches Beispiel für Transposition im erstgenannten Sinn liefert).
```
„Die Figuren werden bemalt.“
(a) „Die 
Bemalung
 der Figuren ist zu bunt.“
(b) „Die 
Bemalung
 der Figuren dauert nicht lange.“
```

In dieser Variante des Begriffs Transposition ist ein Wechsel der Wortart eine notwendige Bedingung.